# BO GUMBOS
BO GUMBOS（ボ・ガンボス）は日本のロックバンド。1987年結成。1989年、Epic/Sony Recordsよりメジャー・デビュー。1995年解散。

## メンバー
どんと（1962年8月5日 - 2000年1月28日）ボーカル・ギター
本名は久富 隆司（くどみ たかし）
どんとという愛称はロッド・スチュワートに顔が似ているため。「ロッド」が「どっと」、さらに「どんと」へと変化し、愛称として定着した。
岐阜県大垣市出身。
京都大学工学部石油化学科中退。
2000年1月28日未明、旅行中のハワイ島ヒロにて、脳内出血のため死去。享年37。
妻はZELDAの小嶋さちほ。
長男の久富ラキタは音楽家として活動しており、かつてズットズレテルズのメンバー。
次男の久富奈良もナツノムジナ、Gateballersのドラマーとして活動。
永井 利充（ながい としみつ、1961年10月23日 - ）ベース・ボーカル
愛称はDr.TOSH?。
東京都出身。
岡地 明（おかち あきら、1957年9月24日 - ）ドラム
後に岡地 曙裕（おかち あきひろ）と改名。
愛知県尾西市出身。
吾妻光良 & The Swinging Boppersのドラマーとしても活動中。
KYON（キョン、1957年12月23日 - ）キーボード・ギター・ボーカル
本名は川上 恭生（かわかみ やすお）　
現在の芸名はDr.kyOn。
熊本県出身、大阪育ち。
京都大学卒業。

## バンド名の由来
当初、どんとと永井は「プッシャーズ」や「フラワーズ」といった名前を考えていたが、KYONが「今の自分のテーマはガンボ・ミュージックだ。GUMBOという名前を入れてほしい」と主張したため、まず「GUMBOS」となった。しかし何か物足りなく、「人名と同じように、バンド名にも姓と名があっていいんじゃないか?」と感じた時、スタジオ内でボ・ディドリーの曲が流れていたので、それを足して「BO GUMBOS」となった。
ボ・ディドリーは、どんとが敬愛するアメリカのロックンローラー。
ガンボとは、アメリカルイジアナ州のニューオーリンズに伝わる「ごった煮スープ」。ここからガンボ・ミュージックとは、様々な食材が入っているガンボ料理のように、様々な音楽要素がごった煮になった音楽のことである。アメリカのブルース界の重鎮と言われたミュージシャン、ドクター・ジョンが1972年にアルバム「ガンボ」を発表している。

## 来歴
1987年1月、ローザ・ルクセンブルグで活動中のどんと、永井の二人が、ドラムに岡地を迎えセッションを始める。岡地は吾妻光良 & The Swinging Boppers、ブレイクダウン等の活動で知られ、当時ブレイクダウンが活動休止中であったため「リハビリだけ」ということでセッションに付き合っていた。4月、ギタリスト&キーボーディストとしてKYONが加入。どんとの大学の先輩であり、当時はテレビ制作会社社員だった。同年8月にローザ・ルクセンブルグのラストライブが終わり、程なく新バンドのデビュー・ライブが決まり9月、バンド名を「THE BO GUMBOS」とする。1987年11月22日、明治大学・生田校舎2003番教室にて行われた「生田祭“ハイパーデリックヘブンPART2”」にてデビュー・ライブ。共演はJAGATARA、ばちかぶり。
1988年中頃までに「どんとが凄いバンドを作った」という評判は音楽業界で話題になっており、客席にはボ・ガンボギャルと呼ばれる派手な格好の女性ファンが増えていた。ちなみに1988年前半の東京での単独ライブ動員は200〜300人前後だったが、秋には500人規模のライヴハウス（INK STICK芝浦等）の連続公演を行っていた。テレビ等のライブ中継に加え、ビデオマガジン等でもライブ映像が紹介され、デビュー前には既に全国に名前が知れ渡っていたが、バンド名は誤表記が多く、雑誌などで「ボンガボス」「ボガンドス」「ザ・ガンザス」等と書かれていたためバンド名から「THE」を除いた。レコード会社各社争奪戦の上、10月にEpic/Sony Recordsと契約。1989年2月1・2日、初のホール単独ライヴを中野サンプラザで行う。4月21日、ビデオ「宇宙サウンド」とシングル「時代を変える旅に出よう」の同時発売でメジャー・デビュー（ビデオデビューは特徴的であったが、1987年にTHE BLUE HEARTSも同様にビデオでメジャー・デビュー）。ビデオは2月19日浅草常盤座にてライブ収録されたもの。
4月、1stアルバムのレコーディングをニューオリンズで行い、同時にJAZZ & HERITAGE FES.等に出演。レコーディングにはボ・ディドリー、シリル・ネヴィル等が参加（その模様は2ndビデオに収録）。5月、日比谷野外音楽堂にて凱旋ライヴ。7月、1stアルバム『BO & GUMBO』を発表。8月、2ndビデオと2ndシングル「BO GUMBOS」発表。この曲はニューオリンズ・レコーディングの際、ボ・ディドリーから贈られた曲で、共演シングルとなった。9月はボ・ディドリーとの共演ツアー。このツアーでどんとは声帯を痛める。10月から翌年1月まで中野サンプラザにてマンスリーライブ。大晦日は第31回日本レコード大賞授賞式出演で日本武道館のステージに立つ。「アルバムニューアーティスト賞」受賞。衣装もそのまま幕張メッセにてイベント「R&R BAND STAND」出演。その後INK STICK芝浦FACTORY閉店オールナイトにも参加。
1990年2月には「サンプラザマンスリー総集編」をNHKホールにて行う。3月、3rdシングル「ナイトトリッパー・イェー!!／最後にひとつ」発表。9月、シングル「誰もいない」と2ndアルバム『JUNGLE GUMBO』発表。同アルバムは東京で録音。ニューヨークELECTRIC LADY STUDIOでミックスダウン。同月、フリーコンサート「HOT HOT GUMBO '90」を代々木公園野外音楽堂にて開催。ビデオ撮影をかねていたが、発売間近の2ndアルバムからは「ちんちろりん」1曲のみ演奏というアルバムのプロモーションをまるで無視したライブだった。11月ビデオシングル「魚ごっこ」発表。12月、先の「HOT HOT GUMBO '90」をビデオ発売、ホールツアー開始（翌年1月迄）。
1991年3月、4月ファンクラブ会員限定ライブを高円寺JIROKICHIにて開催。ほぼ新曲だけによるライブ。7月、エストニア（当時ソビエト連邦）でのライブ・イベント出演。共演はジェスロ・タル、レニングラード・カウボーイズ等。10万人の観客の前で「なまずでポルカ」等を演奏。8月、横浜寿町フリーコンサート、青森・六ヶ所村の夏祭り、横浜本牧ジャズ祭などに出演。31日には「HOT HOT GUMBO '91」を静岡県下田、吉佐美大浜にて開催、12月にビデオ発売。この年の新作レコード・リリースは無かったが、オムニバス・アルバム『BEAT EXPRESS CLUB』（9月1日発売）に1stアルバム録音時の未発表録音「まっくろけ (EXTENDED VERSION)」を収録。
1992年2月、3rdアルバム『ULTRAVELIN' ELEPHANT GUMBO』を発表。渋谷ON AIR、日比谷野外音楽堂などでのライブをベーシックトラックに、スタジオでオーバーダビングし完成された。同作はBO GUMBOSのアルバム中、最もバンドのダイナミズムを音盤化できたものだった。8月、京都大学西部講堂前特設ステージにて「HOT HOT GUMBO '92」を開催。バンドメンバーの演奏する街頭パレードも行われた。この日の観客には、ソウル・フラワー・ユニオンなど、関西の多くのミュージシャンもいた。
1993年元旦、カウントダウン・ライブを沖縄で行う。前年から録り溜めていた録音をラジオショー形式にし4月、4thアルバム『BO GUMBO RADIO SHOW"Gris Gris Time"』として発表。喜納昌吉、ボ・ディドリーとの共演を含む同作は、曲を創ったらすぐレコーディングすることをコンセプトに伊豆、沖縄、東京でレコーディングされた。7月、シングル「カーニバル」発売。9月「HOT HOT GUMBO '93」を六本木ピットインにて2日間開催。この年は全編カバー曲のみのライブで、各日オールナイト3部構成入れ替え制だった。
9月、5thアルバムからの先行シングルとして「恋をするなら」を発表。12月、僅かに延期されたが5thアルバム『GO』、先の「HOT HOT GUMBO '93」をビデオで発表。どんとの創った曲をバンドで演るというコンセプトで創られたアルバム。12月から翌年2月まで、カバーツアー「THE KING OF ROCK'N ROLL」。
1994年1月カバーツアーCD第1弾「THE KING OF ROCK'N ROLL」をファイルレコード内にBO RECORDSを発足・発表。3月〜5月「DYNANITE SOUL SHOW」ツアー、カバーツアーCD第2弾「SHOUT! DYNANITE SOUL SHOW」を5月に発表。6月〜8月「JUNGLE BEAT」ツアー、カバーツアーCD第3弾「THE JUNGLE BEAT GOES ON」を7月に発表。カバーツアーの企画自体はレコード会社からの提案だったそうだが、メンバーからの反対は特になかったと言う。
11月、高円寺JIROKICHIにてほぼ新曲のみのファンクラブ限定ライブを2日間行い、そのまま「BO GUMBOSの新しい夜明け」ツアーを行うが夜は明けず、ツアーの合間にどんとはバンド内で脱退を表明。12月31日CLUB CITTA'での年越しライブを以てバンドは活動休止状態となった。
1995年5月、前年12月30日新宿LIQUIDROOMでのライブをラスト・アルバム「GO GO KING LIVE!」として発表。アルバムはKYONのプロデュースによって完成。同時にデビュー直前のライヴ音源を含むライヴ・ベスト・アルバム『ずいきの涙』を発表。
5月から6月まで「解散TOUR"BO GUMBOS BOGAAAA〜N!!"」ツアー。6月11日、日比谷野外音楽堂が最終ライヴ。アンコール1回目「あこがれの地」を終えて、永井はガールフレンドの急病により病院に向かう。アンコール2回目「どろんこ道を二人」「見返り不美人」のベースは、当時のEPIC・ソニーの担当ディレクター、名村武（アン・ルイスのバックバンド“ブラッド・ショット”の元メンバー）が務めた。飛び入りゲストはローザ・ルクセンブルグの玉城宏志。大阪ではソウル・フラワー・ユニオンがゲスト参加した。
10月、ビデオ「タイム・ボガーン!〜ボ・ガンボス解散」を発表。当初は90分程度の内容を予定していたが、最終的にほぼ完全収録版となった。カットされたのはアンコール1、2回目の間のどんと+玉城による「橋の下」、KYONによる「メリーゴーランド」等。
1995年、中川敬による選曲、リマスタリングの『ベスト・オブ・ボ・ガンボス』発表。2ndアルバム制作時シングル用に再レコーディングされた未発表の「魚ごっこ」を含む。
1999年、福島県獏原人村の満月祭に小嶋さちほとともに出演。
2000年1月27日、脳内出血によりハワイ島ヒロにて、どんと急逝。享年37。2月頃、ファンの有志で「ボ・ガンボスCD&ビデオ再発委員会」が作られライブ・イベント、レコード店等で署名運動が行われた。当時BO GUMBOS商品は『BEST OF BO GUMBOS』以外店頭在庫のみとなっていた。
7月、カバー・ライヴ・アルバムを除くEPIC全作のアルバムとビデオが再発された。同時にレコード会社から「永久に廃盤にしない」表明があった。VHSからDVDへのメディア移行はあったが、現在でもカタログに残っている。2003年に行われたEPIC25周年イベントではボ・ガンボスの演奏は当然なかったが、イベント開始は「あこがれの地へ」、終演は「Sleepin'」が場内に流された。
12月、レコード契約前の京都・磔磔でのライヴ盤『LIVE at 磔磔 1988.07.11』が発表された。京都GATOR WOBBLE LABELによって8chレコーダーで録音されたものの商品化（Oooit Records/UK PROJECTより）。
2005年、デビュー15周年としてトリビュート・アルバム『Colla Bo Gumbos Vol.1』がEPICよりリリース。甲本ヒロト、YO-KING、麗蘭、奥田民生、UA、ソウル・フラワー・ユニオン、渡辺美里等が参加した。プロデュースはKYON。同時に廃盤のままであったシングル曲が『BO GUMBOS SINGLE COLLECTION』として1枚に纏められ、FILE RECORDSのカバー・ライヴ3タイトルも再発された。VHSでの販売だった7タイトルのビデオも2in1でDVD化され、「宇宙サウンド/Walkin' to New Orleans」にはデビュー前に制作されたメンバー紹介フィルムと、市場からすぐに消えたVSD「魚ごっこ」が追加された。
2006年11月、2枚組未発表録音集「Get On Up〜History Of Bo Gumbos Vol.1〜」を発表。KYONによるプロデュースで、一部に「勝手にしやがれ」のホーンセクションがオーバーダブされている。2枚目はDVDで未発表、未商品化のライヴ映像集。特典映像で3人のメンバーとディレクター名村による座談会「GumBo SymPo 2006」が収録されている。
2007年7月10日新宿ロフト、7月12日京都・磔磔の2本のみ、結成20周年を記念して、「3/4 GUMBOS」と題して、Dr.kyOn, Dr.TOSH?, 岡地曙裕の3人だけで、BO GUMBOSの曲を中心に演奏するワンマンライブが行われた。12月1日Dr.kyOn, Dr.TOSH?, 岡地曙裕が、「3/4 GUMBOS」名義で京都大学西部講堂で開催された「みやこ音楽祭」に出演。
2008年3月30日Dr.kyOn, Dr.TOSH?, 岡地曙裕が、「BO GUMBO3」（ボ・ガンボスリー）名義で大阪城野外音楽堂で開催された「SAL CULTURE」（ボロフェスタ）に出演。その後も「BO GUMBO3」として大阪服部緑地野外音楽堂での「祝春一番2008」、ライヴ・ハウス・ワンマンなど、継続してライブ活動を行っている。
2015年1月28日『BO & GUMBO』の発売25周年記念企画である3CD+DVDボックス『1989』発売。CDは新規リマスター盤、未発表音源集、新規ミックスダウン盤の3枚。DVDは初ライヴビデオ『宇宙サウンド』に未商品化映像を追加収録。監修:Dr. kyOn。

## ディスコグラフィー

### シングル
1. 時代を変えるたびに出よう（1989年4月21日）
2. BO GUMBOS（1989年9月21日）
3. ナイトトリッパー・イェー!!／最後にひとつ（1990年3月1日）
4. 誰もいない（1990年9月1日）
5. カーニバル（1993年7月21日）
6. 恋をするなら（1993年9月22日）

### アルバム
1. BO & GUMBO（1989年7月1日）
2. JUNGLE GUMBO（1990年9月21日）
3. ULTRAVELIN' ELEPHANT GUMBO（1992年2月21日）
4. BO GUMBO RADIO SHOW “GRIS GRIS TIME”（1993年4月21日）
5. GO（1993年12月12日）
6. THE KING OF ROCK`N'ROLL（1994年1月21日）（カバー・ツアーライヴ第1弾）
7. SHOUT!（1994年5月1日）（カバー・ツアーライヴ第2弾）
8. JUNGLE BEAT GOES ON（1994年7月25日）（カバー・ツアーライヴ第3弾）
9. ずいきの涙〜BEST OF BO GUMBOS LIVE RECORDINGS〜（1995年5月21日）（ライヴ・ベストアルバム）
10. GO GO KING LIVE!（1995年5月21日）（ラスト・アルバム）
11. LIVE at 磔磔 1988.07.11（2000年12月8日）（解散後インディレーベルより発表されたエピック契約以前のライヴ盤）
12. Get On Up〜History Of Bo Gumbos Vol.1〜 （2006年11月15日）（エピックに残された未発表曲及び未発表映像集）

### 編集盤
1. BEST OF BO GUMBOS（1995年10月21日）中川敬選曲・マスタリング・ライナーノーツ
2. BO GUMBOS SINGLE COLLECTION（2005年1月26日）
3. 1989（2015年1月28日）

### ビデオ
1. 宇宙サウンド（1989年4月21日）
2. Walkin' to New Orleans（1989年9月21日）
3. 魚ごっこ（1990年11月1日）（VIDEO SINGLE DISC）
4. HOT HOT GUMBO '90（1990年12月1日）
5. HOT HOT GUMBO '91（1991年12月12日）
6. HOT HOT GUMBO '92（1992年12月2日）
7. HOT HOT GUMBO '93（1993年12月22日）
8. タイムボガーン!ボ・ガンボス解散（1995年10月21日）

『タイムボガーン!ボ・ガンボス解散』はVHSのみの発売。「魚ごっこ」はVSDのみの発売。それら以外はVHS、β、レーザーディスクでの発売。2000年7月19日、VHSにて全タイトル再発。

### DVD
1. 宇宙サウンド/Walkin' to New Orleans（2005年1月26日）
2. HOT HOT GUMBO '90/HOT HOT GUMBO '91（2005年1月26日）
3. HOT HOT GUMBO '92/HOT HOT GUMBO '93（2005年1月26日）
4. タイムボガーン!ボ・ガンボス解散（2005年1月26日）

『宇宙サウンド/Walkin' to New Orleans』には未発売映像と共にVSDの「魚ごっこ」を収録。『HOT HOT GUMBO '90』収録曲「ちんちろりん」は曲の一部が自主規制音で消されている。

### トリビュート・アルバム
- Colla Bo Gumbos Vol.1（2005年1月26日）

## タイアップ一覧
| 起用年 | 曲名         | タイアップ                                                         |
| ------ | ------------ | ------------------------------------------------------------------ |
| 1992年 | ポケットの中 | 大映ビデオ映画『はいすくーる仁義2 たいへんよくできました。』主題歌 |

## 出演

### テレビ
- eZ（テレビ東京）
- 平成教育委員会（フジテレビ）※どんとのみ